# Sofijin park
Sofijin park ili Sofijivka (ukrajinski: Софіївський парк / Sofijivs'kyj park; poljski: Zofiówka) je arboretum (vrsta botaničkog vrta) i znanstveno-istraživački institut Nacionalne akademije znanosti Ukrajine.
Park je smješten u sjevernom dijelu grada Umanja, Čerkaška oblast (Središnja Ukrajina), u blizini rijeke Kamianka. Neka područja parka podsjećaju na engleski vrt. Danas je park popularno rekreacijsko mjesto, godišnje ga posjećuje 500,000 posjetitelja.
Park je utemeljio poljski plemić Stanisław Szczęsny Potocki 1796. godine i dao mu je ime po svojoj ženi Grkinji, koja se zvala Zofia Potocka. Sofijivka je lijep simbol vrtnoga dizajna na početku 19. stoljeća. U parku ima više od 2,000 vrsta drveća i grmlja (lokalnih i egzotičnih), među kojima su taksodij, američki borovac, američki tulipanovac, platane, ginkgo, i mnoge druge.
Godine 1985. mali planet #2259 nazvan je "Sofijivka" po ovom parku.
Sofijin park nalazi se na listi "Sedam čuda Ukrajine", sedam najposjećenijih znamenitosti iz ukrajinske povijesti.